# Phú nhị đại
Phú nhị đại ([fû.âɚtâi]; tiếng Trung: 富二代; bính âm: Fù'èrdài; nghĩa đen 'thế hệ giàu có đời thứ hai') là một thuật ngữ tiếng Trung được dùng để chỉ đến thế hệ con cái của giới nhà giàu mới nổi (nouveau riche) tại Trung Quốc. Cụm từ này nói chung mang hàm nghĩa tiêu cực, thường được nhắc đến trên các phương tiện truyền thông cũng như trong các cuộc tranh luận hàng ngày ở Trung Quốc bởi nó tổng hợp một số vấn đề đạo đức có liên quan tới xã hội Trung Quốc hiện đại.
Thế hệ phú nhị đại là những người con trai lẫn con gái của giới nhà giàu mới nổi tại Trung Quốc trong những năm đầu đổi mới kể từ cuối thập niên 1970 trở đi. Xuyên suốt thời kỳ này, ở khu vực mà sáng kiến của tư nhân được đền đáp bằng sự giàu có thì nhiều người giàu Trung Quốc mới đã nổi lên từ thời kỳ xã hội chủ nghĩa trước đó. Trong khi những cá nhân giàu có này có thể đạt đến một nấc thang địa vị kinh tế xã hội mới nhờ những sáng kiến và nỗ lực của bản thân mình, hoặc nhờ vào việc gia nhập đội ngũ những thành phần quyền lực của đảng cầm quyền, con cái của họ thường được tận hưởng cuộc sống đủ đầy sung túc cũng như có một đường đời bằng phẳng, dễ dàng hơn nhiều.
Nhiều đại gia Trung Quốc gửi con em họ ra nước ngoài để học tập. Điều này đặc biệt đúng ở Hoa Kỳ, châu Âu và nhiều khu vực ở Canada, những nơi mà ta thường thấy các du học sinh Trung Quốc khá giả nhập học lái những chiếc xe đắt tiền cũng như khoác lên mình những bộ quần áo và phụ kiện hàng hiệu gắn nhãn giá vốn ngoài tầm với so với đại bộ phận sinh viên Bắc Mỹ và châu Âu. Các trường đại học có được cái nhìn thiện cảm với du học sinh kiểu này vì họ giúp tạo ra nhiều thu nhập hơn và có xu hướng trả mức học phí cao hơn.
Thuật ngữ phú nhị đại còn được sử dụng một cách giới hạn như một danh xưng chung dành cho bất kỳ ai có phụ huynh giàu có và được thừa hưởng những đặc quyền về giáo dục. Các nhân vật không phải người Trung Quốc như Fidel Castro (Cuba) và Donald Trump (Mỹ) cũng được truyền thông nước này gọi là phú nhị đại.

## Từ nguyên
Cụm từ "Phú nhị đại" (Fuerdai) dịch theo nghĩa đen là 'thế hệ giàu có đời thứ hai' và ban đầu chỉ đến hậu duệ của các Phú nhất đại (Fuyidai), nói về những cá nhân sinh trưởng trong các gia đình có địa vị kinh tế xã hội cao. Phú nhị đại sau đó được hợp nhất vào định nghĩa cuộc sống khá giả lên thông qua thừa kế, đối lập với tự thân làm ra.
Các nhân vật phú nhị đại ngày càng gia tăng độ phủ sóng trên truyền thông, với xu hướng tăng lên trong việc dùng thuật ngữ này theo kiểu nhạo báng. Mô tả về phú nhị đại theo góc nhìn này nhấn mạnh các yếu tố buông thả bản thân quá mức với những lối sống tiêu xài hoang phí và phóng đại tầm quan trọng của chủ nghĩa duy vật chất.

## Lịch sử